# Miami Nights
Miami Nights ist ein deutsches Musical aus dem Jahr 2002. Es erzählt die Liebesgeschichte des amerikanischen Turniertänzers Jimmy Miller und der kubanischen Popcorn-Verkäuferin Laura. Die Handlung spielt in Miami in den 1980er Jahren.

## Überblick
Miami Nights ist ein Musical mit den Hits der 1980er Jahre und eine Hommage an die Tanzfilme aus diesem Jahrzehnt. Uraufführung feierte das Tanzmusical am 3. März 2002 in Düsseldorf im Capitol Theater. Begleitet von den Hits von Madonna, George Michael, Gloria Estefan, Cyndi Lauper und David Bowie erzählt Miami Nights die Liebesgeschichte zwischen dem amerikanischen Turniertänzer Jimmy und der Kubanerin Laura.
Die Eigeninszenierung des Capitol Theaters, die von Thomas Krauth und Andrea Friedrichs produziert wurde, ließ unter der Regie von Alex Balga und mit Natalie Holtom als Choreographin die Welt der Achtziger wieder lebendig werden. Und mit ihr das Thema „Tanzen als Lebensgefühl“: Als Hommage zitiert Miami Nights deshalb international bekannte Tanzfilme wie Fame, Flashdance, Footloose oder Dirty Dancing.
Fast zwei Jahre lang spielte die Inszenierung in Düsseldorf, die rund 500.000 Besucher sahen. Die Dernière fand am 25. Januar 2004 statt.
Im Anschluss an die Düsseldorfer Spielzeit wurde die Originalproduktion vom 4. Februar bis zum 7. März 2004 im Etablissement Ronacher in Wien aufgeführt.
2007 startete das Revival der Produktion. Nach einem Gastspiel bei den Freilichtspielen Tecklenburg vom 27. Juli bis 1. September 2007 ging Miami Nights ab November 2007 als Neuinszenierung in Deutschland und der Schweiz auf Tournee. Auch nach Düsseldorf kehrte das Tanzmusical im Rahmen dieser Tournee zurück: Vom 6. Dezember 2007 bis zum 13. Januar 2008 kam Miami Nights erneut im Capitol Theater zur Aufführung.

## Handlung
Miami in den Achtzigern: Der Turnier-Tänzer Jimmy überwirft sich mit seiner Tanzpartnerin Jessica – und das kurz vor dem Finale des Miami-Nights-Dance-Contests! Bald darauf trifft er auf die Kubanerin Laura, die ihn in die fremde Welt der Salsa-Rhythmen entführt. Weder Jimmys Trainer noch seine Mutter sind mit der Wahl der neuen Tanzpartnerin zufrieden und versuchen mit allen Mitteln zu verhindern, dass sich die beiden näherkommen. Auch Jimmys ehemalige Partnerin Jessica spinnt Intrigen, um das Glück des Paares zu zerstören. Denn der Dance-Contest ist noch lange nicht entschieden …

### Erster Akt
Miami in den Achtzigern: Der erfolgreiche Turniertänzer Jimmy Miller und seine Freundin Jessica Diamond gewinnen die erste Runde des „Miami Nights Dance Contest“. Doch schon nach dem ersten Siegestaumel kommt es zwischen den beiden zum Streit. Jimmy gibt daraufhin bekannt, nicht mehr mit Jessica tanzen zu wollen, und Jessica verkündet, künftig das Tanz-Parkett nur noch mit Roy Fire, Jimmys Erz-Rivalen, zu betreten.
Wütend streift Jimmy durch Miami. In einer Salsa-Bar im kubanischen Viertel trifft er auf Laura, die tagsüber im Tanzpalast Popcorn verkauft. Hier, in der Welt der leidenschaftlichen Salsa-Rhythmen, sieht er Laura in einem völlig neuen Licht. Begeistert bittet er sie, ihn mit diesem Tanz – Salsa – bekannt zu machen. Lauras Bruder Emilio passt dies gar nicht: Mit einem Amerikaner soll seine Schwester nicht tanzen. Und als Jimmy Emilio auch noch beleidigt, lernt er dessen Temperament kennen.
Allen Schwierigkeiten zum Trotz verbindet Jimmy und Laura die Liebe zum Tanz mehr und mehr. Unterdessen suchen Betty (Jimmys Mutter) und Mr. Bob (sein ehrgeiziger Tanzschul-Trainer) schon eine neue Partnerin für Jimmy. Doch der will nur noch Laura …

### Zweiter Akt
Mr. Bob träumt davon, Präsident des Tanzsport-Verbandes zu werden. Dazu müssen aber Jimmy und Jessica, seine Vorzeigeschüler, den Dance Contest gewinnen.
Mr. Bob ist jedes Mittel recht, die beiden wieder zusammenzubringen. Mit einem Trick erreicht er, dass Jessica glaubt, nur mit Jimmy – und nicht mit Roy Fire – könne sie das Turnier gewinnen. Jessica will also nur einen Tanzpartner: Jimmy!
Doch beim nächsten Schautanzen kommt alles ganz anders. Jimmy stellt seine neue Partnerin vor: Es ist die Popcorn-Verkäuferin Laura! Mr. Bob und Betty sind – gelinde gesagt – entsetzt und verspotten sogar die Kubanerin. Verletzt und enttäuscht läuft Laura davon. Triumphierend zieht Jessica Jimmy auf die Tanzfläche. Doch dieser reißt sich los und folgt Laura, die bei ihren Freunden in Emilios Bar Trost sucht. Jimmy will Laura alles erklären, doch Emilio verwehrt es ihm. Ein Mann, der wie ein dressierter Hund Kunststücke vorführt und dies Tanzen nennt, sei seiner Schwester nicht würdig. Erst als Jimmy ihm deutlich machen kann, dass auch er das Gefühl fürs Tanzen im Herzen trägt, erlaubt Emilio die gemeinsame Teilnahme am Turnier.
Der Weg scheint frei für Jimmy und Laura. Doch Jessica hat sich einen neuen Coup ausgedacht: Sie überrascht Jimmy mit der „freudigen Nachricht“, ein Baby zu erwarten – von ihm! Auf diese Weise will sie ihn zwingen, wieder mit ihr zu tanzen. Ihr Plan geht auf: Als Laura davon erfährt, ist sie tief verletzt. Sie glaubt nicht mehr an Jimmys Liebe und auch nicht an seine Beteuerungen, wirklich nur mit ihr, Laura, tanzen zu wollen. „Was ist dein Wort noch wert?“, fragt sie tieftraurig und will ihn nie wieder sehen.
Doch Jimmy riskiert alles, um Laura zurückzuerobern. Und hat auch schon eine Idee: Nach dem Motto „Nichts verbreitet sich schneller als ein Geheimnis“ verrät er seinem Freund, dass Jessica schwanger sei. Das „Geheimnis“ verbreitet sich rasant – und der eigene Plan wird der schon siegessicheren Jessica zum Verhängnis. Wütend gesteht sie schließlich ein, dass sie gar kein Baby erwartet. Jetzt sieht auch Laura, dass alles wirklich nur ein abgekartetes Spiel war. Ihrer Liebe zu Jimmy, ihrem gemeinsamen Tanz und einem Happy End steht nun nichts mehr im Weg.

## Titelliste

### Erster Akt
| Songs                                                                             | Interpret             |
| --------------------------------------------------------------------------------- | --------------------- |
| Conga (Gloria Estefan, 1985 Foreign Imported, Productions & Publishing, Inc. BMI) | Ensemble              |
| Holding Out For A Hero (Bonnie Tyler, 1984 Ensign Music Corporation BMI)          | Jessica und Ensemble  |
| Let’s Dance (David Bowie, 1983 EMI Records)                                       | Ensemble              |
| Hip To Be Square (Huey Lewis & The News, 1986 LP Fore!)                           | Roy Fire und Ensemble |
| Miami Nights (Komponiert von Marvin F. Jones, 2001)                               | Jimmy                 |
| Baila Me (Komponiert von Marvin F. Jones, 2001)                                   | Ensemble              |
| Wild Boys (Duran Duran, 1984 Tritec Music Ltd.)                                   | Emilio und Ensemble   |
| I Wanna Dance With Somebody (Whitney Houston, 1987 Arista Records, Inc.)          | Laura, Gina, Mercedes |
| Time After Time (Cyndi Lauper, 1983 Rella Music Co. BMI / Dubb Notes, ASCAP)      | Jimmy und Laura       |
| What A Feeling (Irene Cara, 1983 Soundtrack „Flashdance“, Poly-Gram Rec.)         | Laura und Ensemble    |

### Zweiter Akt
| Songs                                                                                                  | Interpret                |
| --- | ------------------------ |
| Hey Mambo (Barry Manilow, 1987 BMG Music, Publishing Ltd. / Denise Barry Music)                        | Fred Devine und Ensemble |
| 1,2,3 (Gloria Estefan, 1987 Foreign Imported Productions & Publishing, Inc. BMI)                       | Andy und Sarah           |
| Material Girl (Madonna, 1984 Minong Publishing Company BMI / ASCAP)                                    | Jessica und Ensemble     |
| Careless Whisper (George Michael, 1984 CBS Records)                                                    | Jimmy                    |
| The Rhythm Is Gonna Get You (Gloria Estefan, 1987 Foreign Imported Productions & Publishing, Inc. BMI) | Mercedes und Ensemble    |
| I Don’t Need Your Word (Sheena Easton, 1983 EMI Records Ltd.)                                          | Laura                    |
| Everything She Wants (Wham, 1985 Sony Music Entertainment)                                             | Jimmy und Ensemble       |
| Finale                                                                                                 |                          |

## Neuinszenierung und Tournee
Im Jahr 2007 wurde das Musical neu inszeniert und ging in Deutschland und der Schweiz auf Tournee. Der offizielle Titel war nun Miami Nights – Das 80er Jahre Hit-Musical. Produziert wurde die Neuinszenierung erneut vom Musical-Impresario Thomas Krauth (der zu dieser Zeit das Capitol Theater in Düsseldorf, den Musical Dome in Köln und das Starlight-Express-Theater in Bochum betrieb) gemeinsam mit den Co-Produzenten Dieter Semmelmann (Konzert- und Tourneeveranstalter Semmel Concerts) und Freddy Burger (Freddy Burger Management). Die Regie übernahm, wie in der Originalinszenierung, der Wiener Alex Balga, für die Choreographie zeichnete erneut die Engländerin Natalie Holtom verantwortlich. Das Buch wurde überarbeitet von Markus Beutner-Schirp und Nina Schneider. Die Bühnen- und Aufführungsrechte des Musicals lagen erneut, wie bei der Uraufführung, bei der Th. Krauth GmbH mit Sitz in Düsseldorf.
So startete im November 2007 die Tournee des Musicals, die nach München, Basel, Bremen, Zürich, Berlin und Frankfurt führte – und auch erneut nach Düsseldorf zum Capitol Theater, wo es 2002 seine Uraufführung gefeiert hatte.
- München, Deutsches Theater. Premiere: 7. November 2007. Dernière: 2. Dezember 2007
- Düsseldorf, Capitol Theater. Premiere: 6. Dezember 2007. Dernière: 13. Januar 2008
- Basel, Musical Theater. Premiere: 15. Januar 2008. Dernière: 20. Januar 2008
- Bremen, Musical Theater. Premiere: 24. Januar 2008. Dernière: 10. Februar 2008
- Zürich, Theater 11. Premiere: 12. Februar 2008. Dernière: 24. Februar 2008
- Berlin, Admiralspalast. Premiere: 28. Februar 2008. Dernière: 16. März 2008
- Frankfurt am Main, Alte Oper. Premiere: 19. März 2008. Dernière: 28. März 2008

## Besetzungen

### Premierenbesetzung in Düsseldorf (Uraufführung, 2002)
- Jimmy Miller: Ralf Schädler
- Laura Gomez: Karin Seyfried
- Jessica Diamond: Sabine Schreittmiller
- Roy Fire: Paul Kribbe
- Betty Miller: Mariel Voorzaat
- Mr. Bob: Martin Christoph Rönnebeck
- Andy: Japheth Myers
- Sarah: Marny Bergerhoff
- Emilio: Serkan Kaya
- Mercedes: Hanny Aden
- Präsidentin: Maria Jane Hyde
- Gina: Kara Tremel

### Premierenbesetzung in Wien (2004)
- Jimmy Miller: Ralf Schaedler
- Laura Gomez: Talita Angwarmasse
- Jessica Diamond: Sabine Schreittmiller
- Roy Fire: Paul Kribbe
- Betty Miller: Luzia Nistler
- Mr. Bob: Martin Christoph Rönnebeck
- Andy: Japheth Myers
- Sarah: Marny Bergerhoff
- Emilio: Matthew David Huet
- Mercedes: Rachel Marshall
- Präsidentin: Hanny Aden
- Gina: Kara Tremel

### Premierenbesetzung in Tecklenburg (2007)
- Jimmy Miller: Sean Gerard
- Laura Gomez: Karin Seyfried
- Jessica Diamond: Rachel Marshall
- Roy Fire: Adrian Becker
- Betty Miller: Lillemor Spitzer
- Mr. Bob: Marc Schlapp
- Andy: Christoph Trauth
- Sarah: Melanie Haffke
- Emilio: Gianni Meurer
- Mercedes: Marysol Ximénez-Carrillo
- Präsidentin: Bettina Meske
- Gina: Isabel Dan

### Premierenbesetzung der Tournee (Neuinszenierung, 2007 bis 2008)
- Jimmy Miller: Felix Maximilian
- Laura Gomez: Patricia Meeden
- Jessica Diamond: Natacza Soozie Boon
- Roy Fire: Henrik Wager
- Betty Miller: Isabel Dörfler
- Mr. Bob: Heiner Dresen, Tom Zahner (alternierend)
- Andy: Marc Seitz
- Sarah: Nina Weiß
- Emilio: Ruben Anthony Heerenveen
- Mercedes: Ava Brennan
- Präsidentin: Ines Hengl-Pirker
- Gina: Taryn Nelson

### Premierenbesetzung in Tecklenburg (2023)
- Jimmy Miller: Andrew Chadwick
- Laura Gomez: Katia Bischoff
- Jessica Diamond: Rachel Marshall
- Roy Fire: Christian Schöne
- Betty Miller: Brigitte Oelke
- Mr. Bob: Martin Pasching
- Andy: Jürgen Brehm
- Sarah: Janina Niehus
- Emilio: Lucas Baier
- Mercedes: Julia Waldmayer
- Präsidentin: Lisa Kolada
- Gina: Laura Araiza Inasaridse

## Kreativteam

### Uraufführung
- Marcus Haseloff (Buch)

- Alex Balga (Idee, Songauswahl, Co-Autor und Regie)
- Karin Kern (Co-Autorin)
- Natalie Holtom (Choreographie und Co-Autorin)
- Stefan Pflug (ballroom choreographie)
- Heribert Feckler (Arrangements und Musikalische Leitung)
- Walter Schwab (Bühnenbild)
- Cheesha Gayden (Kostümbild)
- Christina Jelen (Maskenbild)
- Cedric Beatty (Tondesign)
- Jan Hüwel (Lichtdesign)
- Thomas Krauth und Andrea Friedrichs (Produzenten)
- Michael Brenner und Freddy Burger (Co-Produzenten)

### Neuinszenierung/Tournee
- Marcus Haseloff (Buch)
- Alex Balga (Idee, Songauswahl, Co-Autor und Regie)
- Karin Kern (Regieassistenz, Co-Autorin)
- Markus Beutner-Schirp und Nina Schneider (Buch-Überarbeitung)
- Natalie Holtom (Choreographie und Co-Autorin)
- Heribert Feckler (Arrangements und Musikalische Leitung)
- Walter Vogelweider (Bühnenbild)
- Cheesha Gayden (Kostümbild)
- Svetlana Jovic-Langeleh (Maskenbild)
- Cedric Beatty (Tondesign)
- Andrew Voller (Lichtdesign)
- Thomas Krauth (Produzenten)

- Michael Driemler (ausführender Produzent)
- Dieter Semmelmann und Freddy Burger (Co-Produzenten)

Information zur Produktionsgesellschaft: Miami Nights wurde vom Musical-Produzenten Thomas Krauth auf die Bühne gebracht. Zu seiner Theatergruppe in NRW zählten die drei Musicalhäuser Capitol Theater Düsseldorf, Musical Dome Köln und Starlight Express Bochum.

## Auszeichnungen
Miami Nights wurde mit mehreren Preisen ausgezeichnet. So gab es 2002 von der Fachzeitschrift „musicals“ einen Award für die „beste Choreographie“ (Choreografie: Natalie Holtom). Das Internet-Magazin „Die-Musicalkritik“ kürte im gleichen Jahr das Bühnenstück zum „besten Pop-Musical“ (Regie: Alex Balga)
Auch die Neuinszenierung wurde mit einer Auszeichnung bedacht: Das Feuilleton der Münchener Tageszeitung „tz“ verlieh Miami Nights die „tz-Rose“ für „hervorragende Leistungen auf kulturellem Gebiet“.

## CDs und DVDs
- CD Miami Nights, Originalaufnahme aus dem Capitol Theater Düsseldorf, mr. heartbeat records, 2002, Th. Krauth GmbH, HR0001, Labelcode: LC12534, EAN-Nummer: 4042564001761
- DVD Miami Nights, Live-Aufzeichnung aus dem Capitol Theater Düsseldorf, 15. bis 17. August 2003, mr. heartbeat records, Th. Krauth GmbH, Art. 6402257, EAN-Nummer: 4042564022575